# Funeral de Martin Luther King Jr.
O primeiro serviço memorial após o assassinato de Martin Luther King Jr. em 4 de abril de 1968 ocorreu no dia seguinte na R.S. Lewis Funeral Home em Memphis, Tennessee. Isso foi seguido por dois serviços funerários em 9 de abril de 1968, em Atlanta, Geórgia, o primeiro realizado para a família e amigos próximos na Igreja Batista Ebenézer, onde King e seu pai serviram como pastores seniores, seguido por uma procissão de três milhas até o Morehouse College, a alma mater de King, para um funeral público.
O presidente Lyndon B. Johnson declarou luto nacional para King em 7 de abril.

## Antecedentes
Martin Luther King Jr., um ativista dos direitos civis, pregador batista e ganhador do Prêmio Nobel da Paz, foi assassinado em 4 de abril de 1968, com um tiro no lado direito do maxilar, pescoço e ombro em Memphis, Tennessee, onde ele liderava uma greve de trabalhadores de gerenciamento de resíduos. A notícia do assassinato enviou ondas de choque de emoção em muitas comunidades afro-americanas em várias cidades, resultando em tumultos mortais entre o dia do assassinato e o dia do funeral.
Um funeral de Estado ou velório foi recusado a King pelo então governador da Geórgia Lester Maddox, que havia considerado King um "inimigo do país" e havia posicionado 64 policiais estaduais com capacetes de choque nos degraus do capitólio estadual em Atlanta para proteger a propriedade do estado. Ele também se recusou inicialmente a permitir que a bandeira do estado fosse arriada a meio mastro, mas foi compelido a fazê-lo quando lhe disseram que o arriamento era um mandato federal.
Havia preocupações de que o presidente dos EUA Lyndon Johnson pudesse ser alvo de protestos, sobre a conduta da guerra no Vietnã, o que interromperia o funeral. O vice-presidente Hubert Humphrey compareceu em seu nome.

## Serviço em Memphis

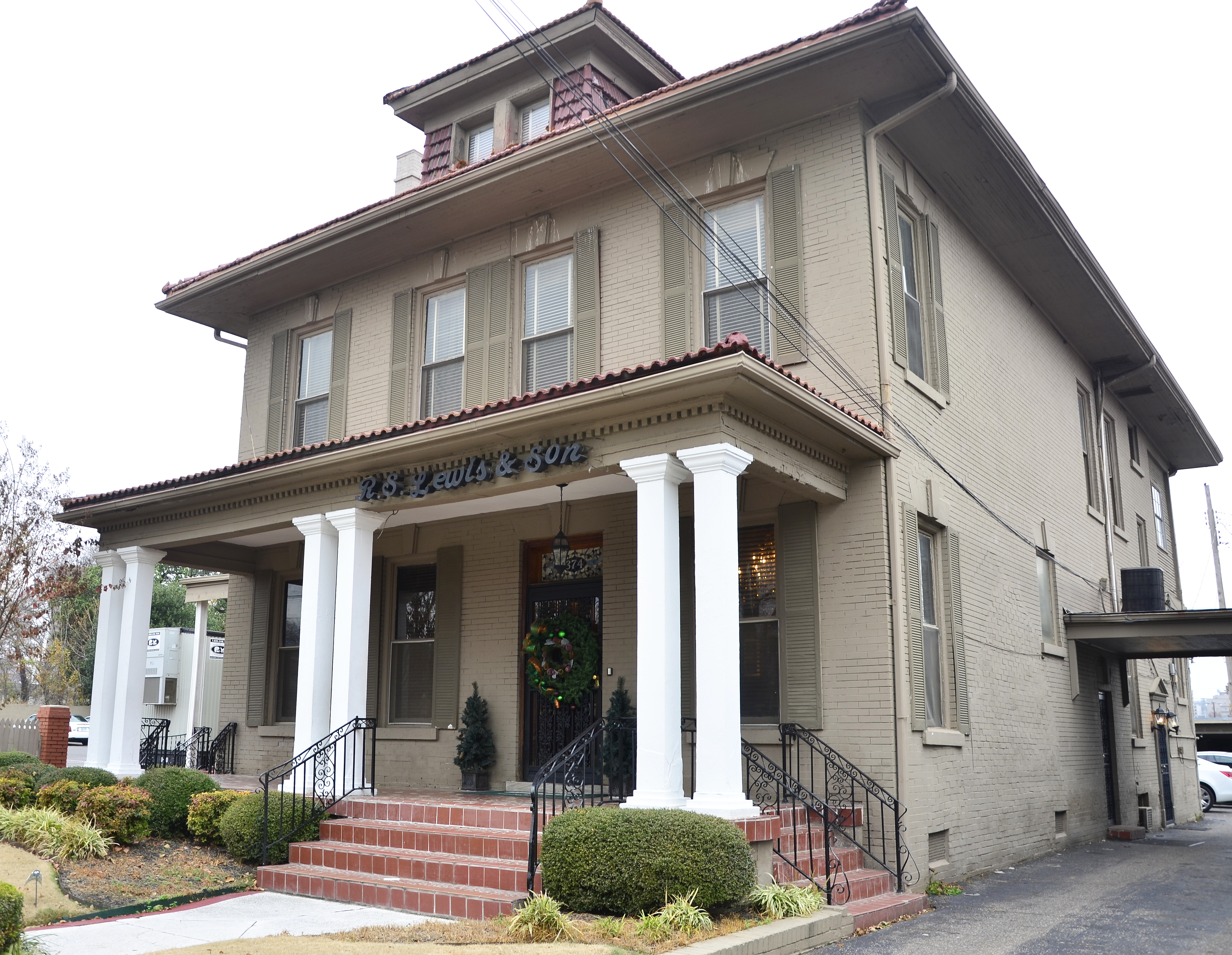
O primeiro funeral de King ocorreu em 5 de abril de 1968, na R.S. Lewis Funeral Home em Memphis

Após o tiroteio, King foi levado de ambulância para o pronto-socorro do St. Joseph's Hospital e foi declarado morto às 19h05. Os assessores mais próximos de King contataram Robert Lewis Jr., um agente funerário local que havia conhecido King dois dias antes, para resgatar o corpo e prepará-lo para o velório.
Coretta Scott King chegou a Memphis na manhã seguinte em um avião pessoalmente arranjado por Robert F. Kennedy. Centenas começaram a chegar à casa funerária, onde um velório e um serviço memorial aconteceram. Ralph Abernathy fez uma oração, enquanto lágrimas escorriam pelo rosto de Andrew Young. A revista Time escreveu:
Em Memphis, antes de ser levado para o sul em direção a casa, o corpo de King estava sendo velado na R.S. Lewis & Sons Funeral Home em um caixão de bronze aberto, o terno preto cuidadosamente passado, o ferimento na garganta agora quase invisível. Muitos dos que passaram não conseguiram controlar as lágrimas. Alguns beijaram os lábios de King; outros tocaram seu rosto com reverência. Algumas pessoas jogaram as mãos no ar e choraram alto em agonia ululante. A Sra. King era um friso de olhos secos de desgosto.
Mais tarde naquele dia, a polícia e os guardas nacionais escoltaram a longa procissão de carros que levaram o corpo de King até o aeroporto para o voo para Atlanta.

## Serviços em Atlanta
O primeiro culto privado começou às 10:30 da manhã EST na Igreja Batista Ebenezer, e foi preenchido com cerca de 1.300 pessoas; entre os dignitários presentes estavam líderes trabalhistas, dignitários estrangeiros, figuras do entretenimento e do esporte e líderes de várias religiões. O culto começou com o reverendo Ralph Abernathy fazendo um sermão que chamou o evento de "uma das horas mais sombrias da humanidade".
A pedido de sua viúva, King fez um elogio fúnebre a si mesmo: seu último sermão na Igreja Batista Ebenezer, uma gravação de seu famoso sermão "Drum Major Instinct", dado em 4 de fevereiro de 1968, foi tocada no funeral. Naquele sermão, ele faz um pedido para que em seu funeral nenhuma menção a seus prêmios e honrarias seja feita, mas que seja dito que ele tentou "alimentar os famintos", "vestir os nus", "estar certo na questão da guerra [do Vietnã]" e "amar e servir a humanidade".
A pedido de King, sua boa amiga Mahalia Jackson cantou seu hino favorito, "Take My Hand, Precious Lord" (o hino que King pediu ao músico Ben Branch para tocar em uma reunião momentos antes de seu assassinato), embora não como parte do funeral matinal, mas mais tarde naquele dia em um segundo serviço ao ar livre no Morehouse College.

### Procissão

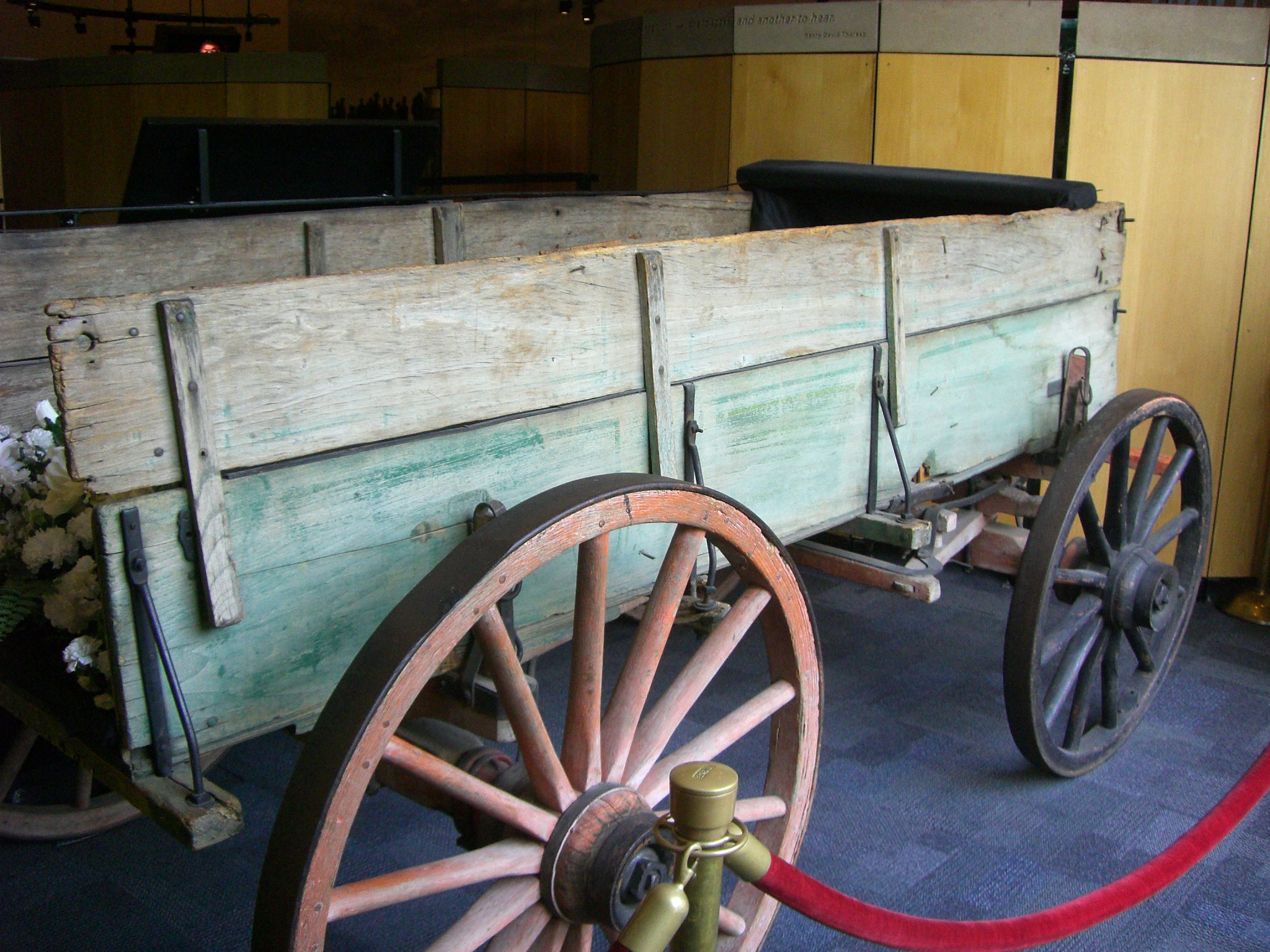
Carroça funerária no Martin Luther King, Jr., National Historic Site em Atlanta

O funeral privado foi seguido pelo carregamento do caixão de King em uma simples carroça de madeira puxada por duas mulas chamadas Belle e Ada de Gee's Bend. A procissão pelas três milhas e meia da Igreja Batista Ebenezer até o Morehouse College foi observada por mais de 100.000 pessoas; a Conferência da Liderança Cristã do Sul contratou uma equipe de segurança para gerenciar a multidão, enquanto o Departamento de Polícia de Atlanta limitou sua participação ao gerenciamento do tráfego de automóveis e para acompanhar dignitários presentes nos eventos. A procissão foi silenciosa, embora tenha sido acompanhada ocasionalmente pelo canto de canções de liberdade que eram frequentemente cantadas durante as marchas das quais King havia participado.
Entre as pessoas que lideravam a procissão, além da família imediata do líder dos direitos civis, estavam Jesse Jackson, que segurava a bandeira das Nações Unidas, John Lewis e Andrew Young, o futuro prefeito de Atlanta e embaixador nas Nações Unidas. O líder trabalhista e ativista dos direitos civis Walter Reuther também participou da procissão fúnebre de King.
A procissão passou pelo edifício do Capitólio Estadual da Geórgia.
No final da cerimônia, o grupo cantou "We Shall Overcome".

### Morehouse

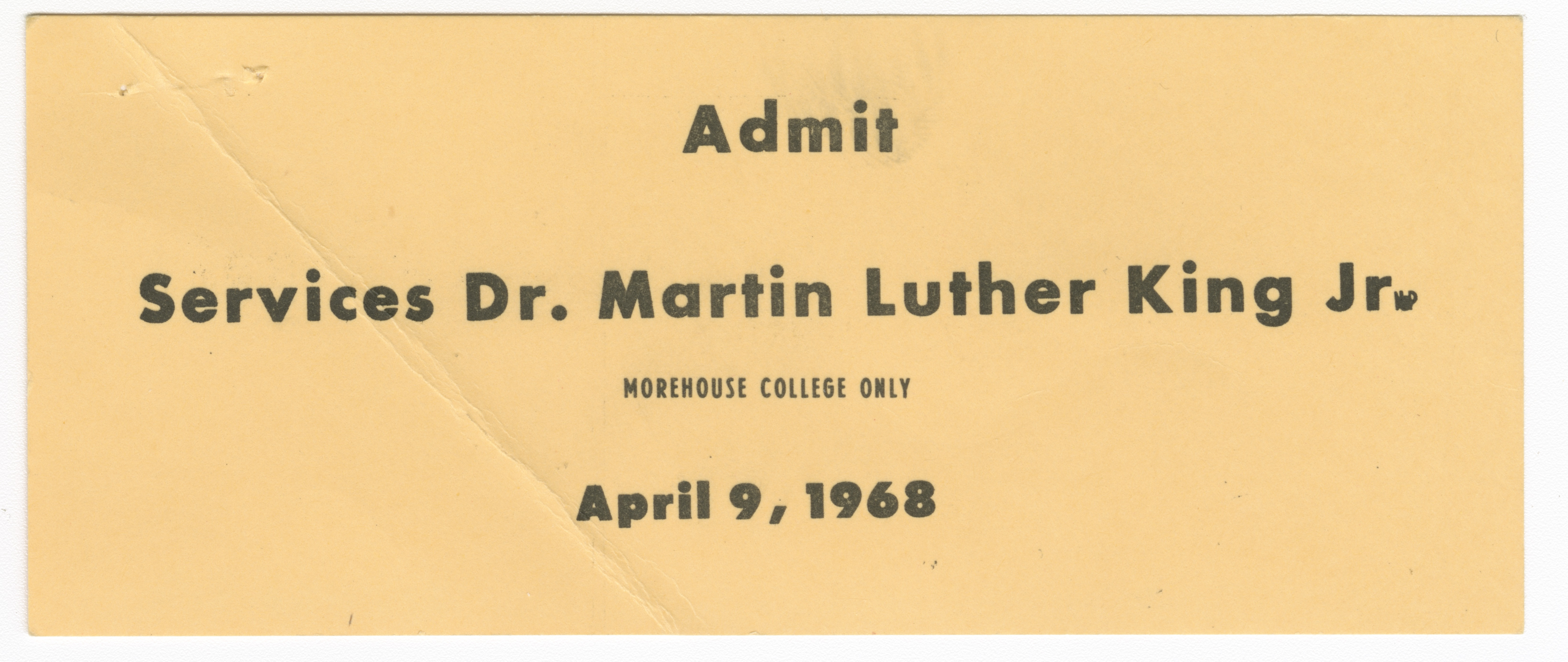
Um ingresso para serviços funerários satélites para King no Morehouse College.

O serviço público e final foi realizado no Morehouse College, onde King foi homenageado pelo presidente da faculdade, Benjamin Mays, que deu a bênção após o discurso "I Have a Dream" de King.
Após o funeral, o caixão de King foi carregado em um carro funerário para sua viagem final ao Cemitério South-View, um local de sepultamento predominantemente reservado para afro-americanos. Seus restos mortais foram exumados em 1970 e enterrados novamente em seu local atual na praça entre o King Center e Ebenezer, e sua viúva Coretta foi enterrada ao lado dele em 2006.